# Mi mundial
Mi mundial és una pel·lícula basada en el llibre Mi mundial de l'autor uruguaià Daniel Baldi. La pel·lícula, dirigida per Carlos Andrés Morelli, va ser una coproducció entre Uruguai, Argentina i Brasil amb un pressupost estimat de US$800.000. Es va estrenar a l'Uruguai el 22 de juny de 2017.

## Dades generals
Ha estat premiada al Festival Internacional de Cinema a Guadalajara amb el premi Seqüència i Estratègia, el de Postproducció de so i el de Postproducció d'imatge. A més d'haver-se presentat al Festival de Canes on va rebre molt bona crítica.
Aquesta pel·lícula va rebre el suport de la Fundació Celeste, AUF, Organització Nacional de Futbol Infantil (ONFI) i Óscar Washington Tabárez. A més de ser declarada d'interès per la Intendència de Colonia, el Ministeri d'Educació i Cultura i el Ministeri de Turisme de l'Uruguai.

## Sinopsi
Tito de 13 anys és superdotat per al futbol i la seva genialitat li porta un contracte que treu a ell i a la seva família de la pobresa. Brilla amb els seus gols, però es transforma en un jugador mesquí, abandona l'escola i no té amics. Tito passa a ser el que manté la família i el seu pare ja no té autoritat per a obligar-lo al fet que acabi l'escola. Quan Tito està a un pas de consagrar-se, una cosa inesperada farà que el seu somni es trenqui. Havent-ho perdut tot han de tornar al seu poble. Tito haurà d'enfrontar el desafiament més difícil de la seva vida: aixecar-se i seguir endavant.

## Repartiment
| Actor             | Personatge               |
| ----------------- | ------------------------ |
| Facundo Campelo   | Fernando Torres ("Tito") |
| Candelaria Rienzi | Florencia                |
| Verónica Perrotta | Marisa                   |
| Néstor Guzzini    | Rúben Torres             |
| César Troncoso    | Francisco                |

## Recepció
La pel·lícula va ser vista per 10 000 espectadors en els seus primers 10 dies d'exhibició, gairebé tants com els que van tenir les dues pel·lícules nacionals més vistes de 2016. Actualment segons la pàgina oficial de Mi Mundial diu que més de 50.000 persones van veure aquesta pel·lícula sent una de les pel·lícules Uruguaianes amb més èxit.

Sebastián Lasarte va opinar:
| « | "El film és inofensiu i potser descartable si hom el veu des d'una posició estricta, no obstant això, hi ha alguna cosa autentico en ell. La història de Fernando combina les possibilitats d'un somni innocent amb un sòlid cop de realitat, un capaç de polir totes les intencions d'aquesta adaptació…. El repartiment està ben format, especialment tractant-se d'una pel·lícula que inclou molts personatges joves… meravellós elenc adult, encapçalat per dos dels millors actors nacionals, César Troncoso i Nestor Guzzini…. Mi Mundial posa en pantalla, trobant una mescla adequada de cor, gaudi i drama... El film es presenta amb la mirada adequada per a connectar amb el seu públic. Aquest no tindrà inconvenient a estrènyer llaços amb el relat, sent tan familiar i àgil." | » |

Gonzalo Hernández Waller va dir del film:
| « | "Té una fotografia simple i cuidada i el so, excepte alguns solapaments en canvis d'escena...també és molt bo. Destaquen les seqüències de futbol. Es nota un treball especial per als moments en els que Tito agarra la pilota i comença a eludir rivals, que és el que millor fa. El seguiment lateral dels peus de Tito li dona molt dinamisme a les escenes i les càmeres en mà ens posen al costat d'ell en la pista i li brinden espectacularitat a les piruetes…. Excepte mínims detalls, les seqüències són molt bones i la continuïtat, difícil en aquesta mena de construcció, està molt cuidada….El meu Mundial és una història universal que posa en el tapet les vivències de molts nens uruguaians (i probablement d'altres països) que somien amb ser jugadors professionals de futbol i per això és interessant. És educativa i emocionant en parts iguals, i la moralitat és simple però necessària. És recomanable per als nens, perquè veuran una història divertida i podran sentir-se identificats amb algun dels seus personatges... Cal anar a veure aquesta pel·lícula uruguaiana perquè, més enllà de ser uruguaiana, és una gran pel·lícula."." | » |